# Zálesná Zhoř
Zálesná Zhoř je obec v okrese Brno-venkov v Jihomoravském kraji, v Křižanovské vrchovině. Žije zde 67 obyvatel.

## Název
Název vesnice je totožný se starým obecným zhoř (ženského rodu) — „vypálená půda“ (odvozeným od slovesa shořeti). Toto jméno, jímž se označovaly vsi, které vznikly na půdě získané vypálením lesa či křovin, bylo typické pro oblast západního Tišnovska, Velkomezeříčska a Jihlavska a mělo stejný význam jako žďár, ale je starší. V pozdějších dobách jmenný rod kolísal (v místní mluvě se používá mužský rod; v blízkých Přibyslavicích se rodem odlišují dvě Zhoře: Zhoř mužského rodu odkazuje na Zálesnou Zhoř, Zhoř ženského rodu na Holubí Zhoř). Přívlastek Zálesná byl připojen v roce 1924 podle polohy uprostřed lesů (inspirací mohl být i přívlastek blízkého Lesního Hlubokého).

## Historie
První písemná zmínka o obci pochází z roku 1358.

## Obyvatelstvo
| Rok            | 1869 | 1880 | 1890 | 1900 | 1910 | 1921 | 1930 | 1950 | 1961 | 1970 | 1980 | 1991 | 2001 | 2011 | 2021 |
| -------------- | ---- | ---- | ---- | ---- | ---- | ---- | ---- | ---- | ---- | ---- | ---- | ---- | ---- | ---- | ---- |
| Počet obyvatel | 157  | 174  | 179  | 150  | 162  | 188  | 170  | 153  | 127  | 122  | 86   | 63   | 37   | 76   | 55   |
| Počet domů     | 21   | 23   | 27   | 31   | 34   | 35   | 36   | 41   | 36   | 34   | 28   | 36   | 36   | 34   | 40   |

Vývoj počtu obyvatel

## Obecní správa
Od 50. let 19. století do 70. let 19. století byla Zálesná Zhoř osadou obce Zbraslav v okrese Brno. Od 70. let 19. století do první dekády 20. století spadala pod obec Stanoviště v okrese Brno a později v okrese Velké Meziříčí. Od prvního desetiletí 20. století byla obcí v okrese Velké Meziříčí, poté v letech 1949–1960 v okrese Velká Bíteš a od roku 1960 v okrese Brno-venkov.

## Doprava
Severní část katastru protíná krátký úsek dálnice D1. Do obce vede silnice III/3955 ze silnice II/395 ve směru od Stanoviště.

## Galerie

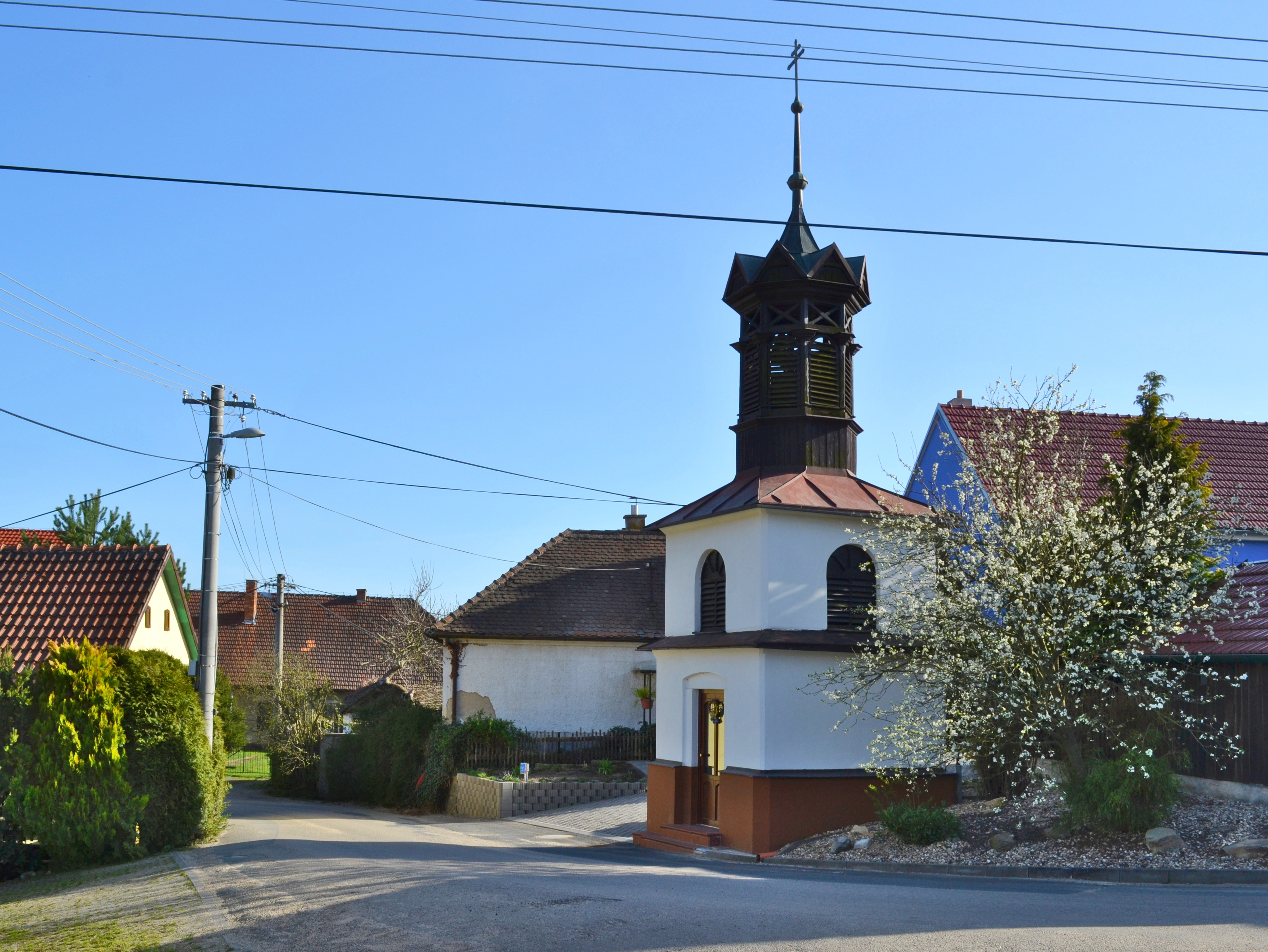
Zvonice
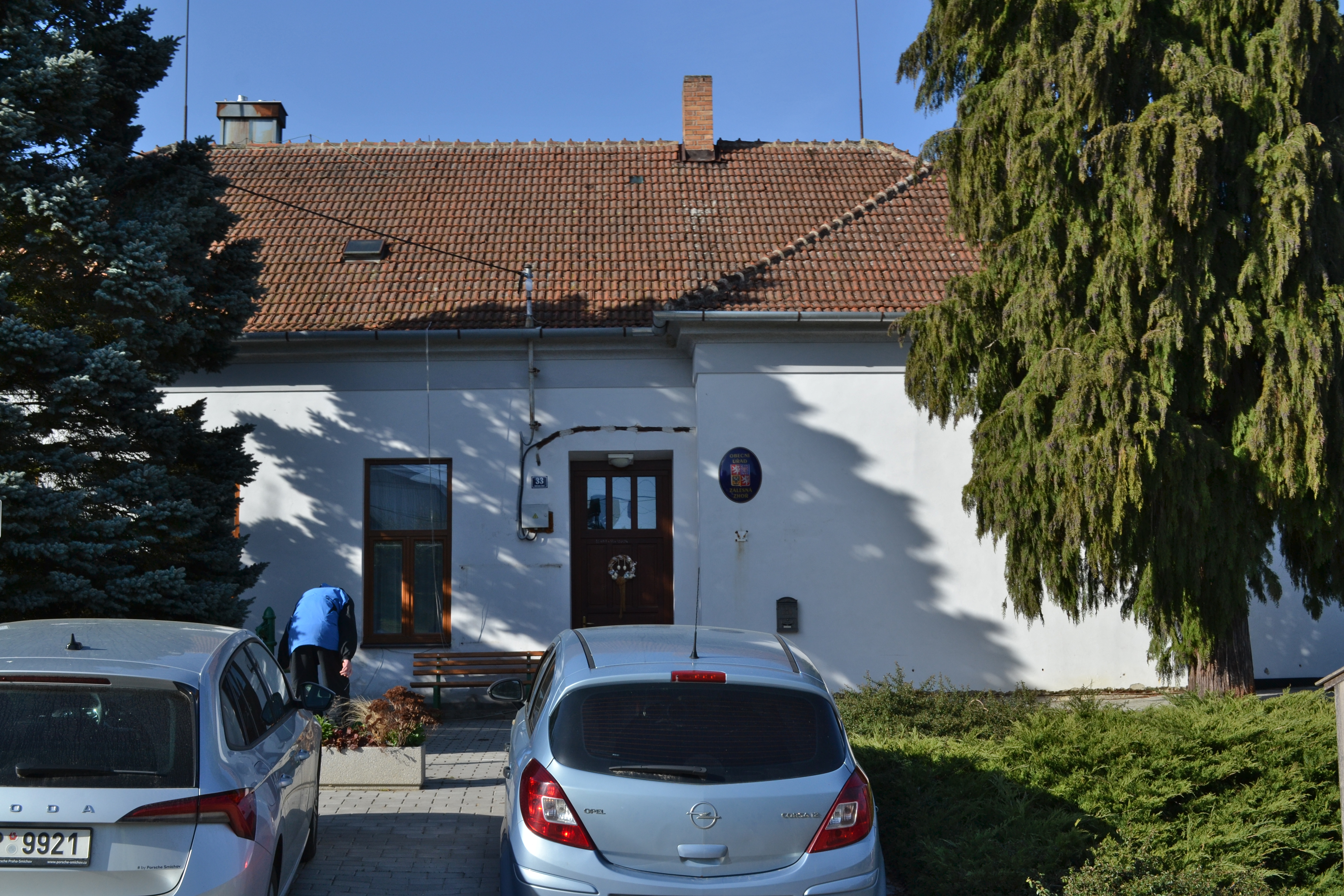
Obecní úřad
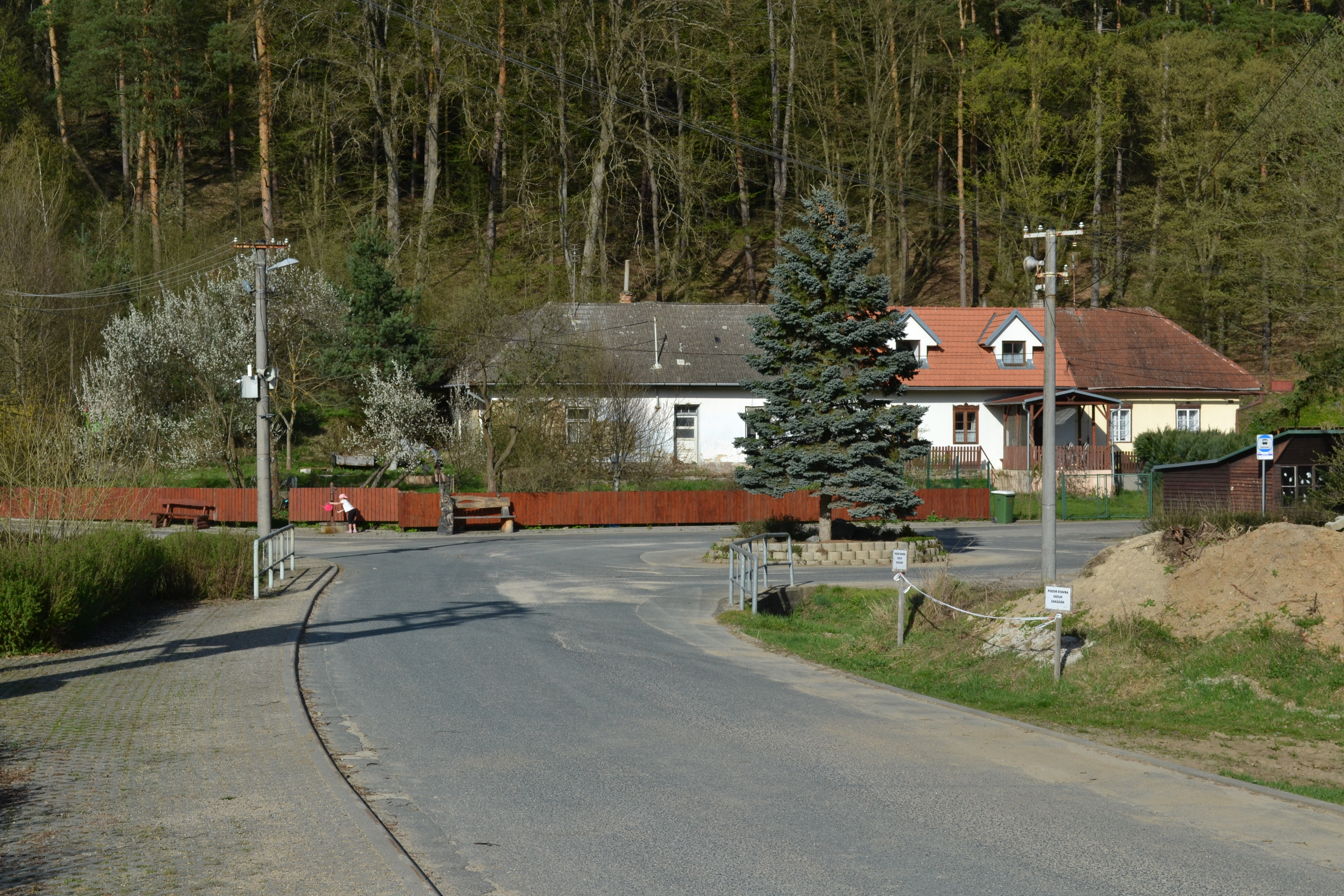
Východní část
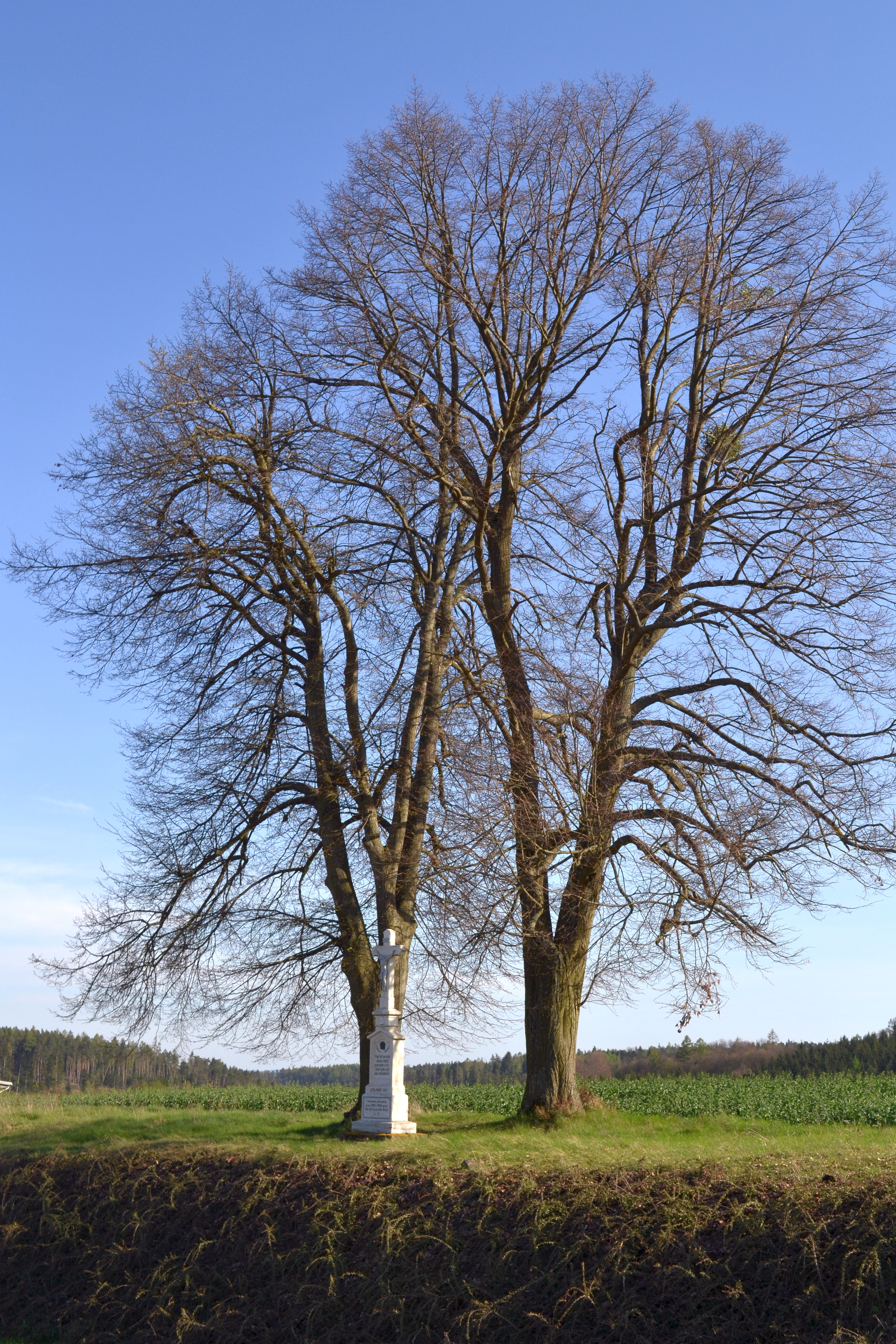
Kříž na západním okraji
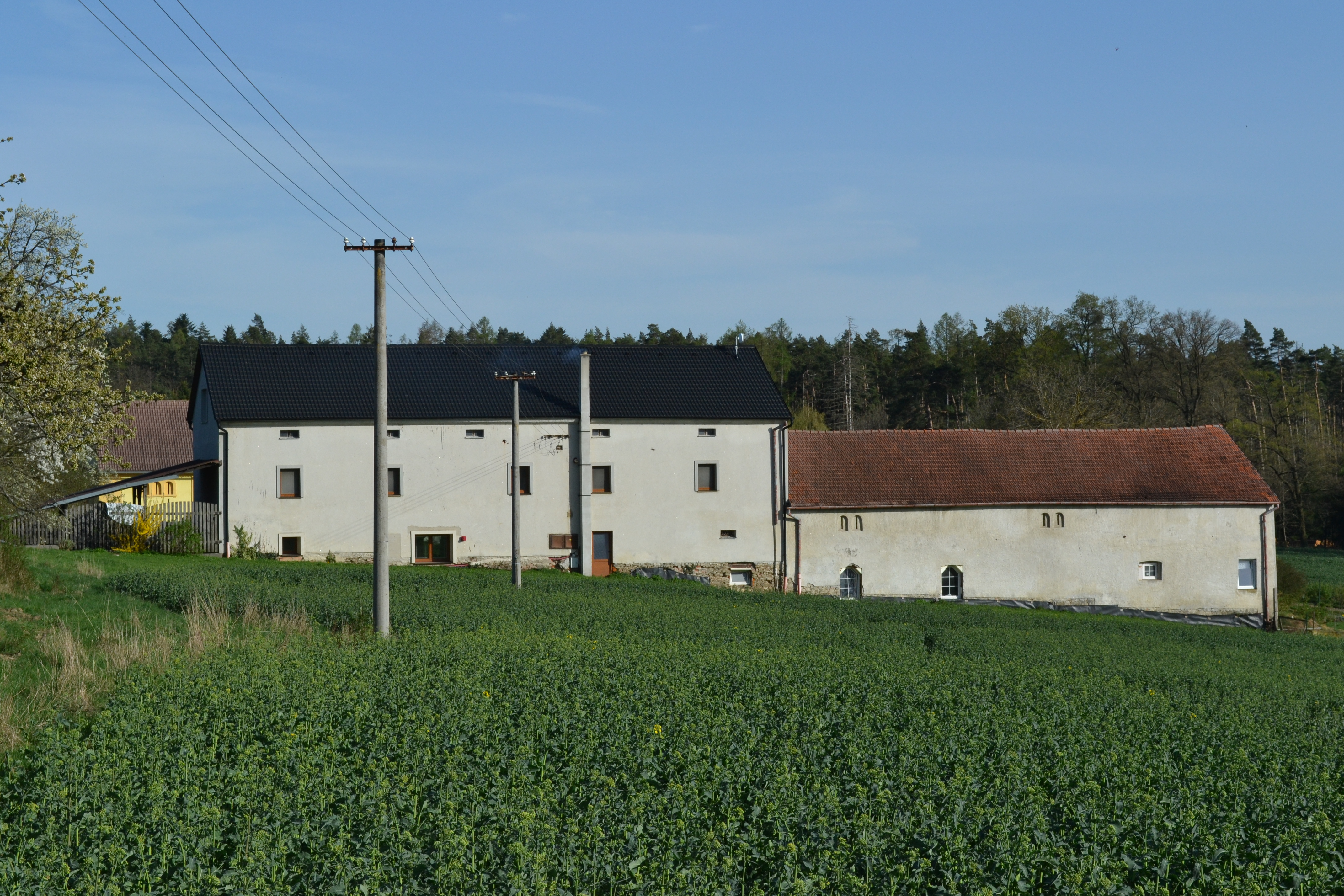
Zhořský dvůr